# فی هارتگ-لوین
فی هارتگ-لوین متولد ۱۹۴۸ است. او یک وکیل، مشاور و دیپلمات آمریکایی است. او از سال ۲۰۰۹ تا ۲۰۱۱ سفیر سابق ایالات متحده در هلند بود.
فی هارتگ در ایالات متحده متولد شد. پدر و مادرش آدا و جو هارتوگ یهودی هلندی بودند که در سال ۱۹۴۲ از هلند به سورینام گریختند و در سال ۱۹۴۸ کمی قبل از تولد او به ایالات متحده مهاجرت کردند. او زبان و ادبیات روسی را در دانشگاه نورث وسترن و حقوق را در دانشکده حقوق دانشگاه لویولا شیکاگو خواند. او بیش از بیست سال به عنوان وکیل کار کرد. او وکیل و مدیر اجرایی موزه فیلد در شیکاگو و مشاور گروه Res Publica بود. او با دانیل لوین ازدواج کرده‌است، و او مادر دو فرزند است.
در سال ۲۰۰۹، او جانشین جیمز کولبرتسون شد و شصت و پنجمین سفیر ایالات متحده در هلند در لاهه شد. او در ۱۹ اوت ۲۰۰۹ اعتبار خود را به ملکه بئاتریکس تقدیم کرد. او در سپتامبر ۲۰۱۱ از سمت خود استعفا داد. در ۲۶ آوریل ۲۰۱۸، سفیر لوین به دلیل تعهد دیرینه اش به تقویت روابط دوجانبه بین هلند و ایالات متحده به عنوان بخشی از جشن روز پادشاه، به عنوان افسر به نشان Orange Nassau معرفی شد. «سفیر فی هارتگ لوین یک آمریکایی است که عمیقاً در میراث هلندی خود ریشه دوانده‌است. سفیر هنه شوور گفت: تعهد او به یک رابطه قوی دوجانبه بین زادگاه والدینش و خانه اش مثال زدنی است. او با مهربانی تخصص، حمایت و دوستی خود را ارائه می‌کند تا هلند و ایالات متحده را به مکان‌های بهتری تبدیل کند، خواه کمک به دیدار پادشاه ویلم الکساندر و ملکه ماکسیما از شیکاگو در سال ۲۰۱۵ یا تسهیل برنامه‌های تبادل دانشجو به هلند، هلند. یک دوست بزرگ در سفیر هارتوگ-لوین دارم."